# Ramón Julio Didiez Burgos
Ramón Julio Didiez Burgos fue un militar naval de la República Dominicana que se desempeñó varias veces como Jefe de la Marina de Guerra de su país entre 1947 y 1955. Es autor de la investigación que propuso por primera vez que la isla Guanahani a la que llegó Cristóbal Colón el 12 de octubre de 1492 es el cayo más oriental que integra los Cayos Franceses de las Islas Bahamas.

## Publicaciones
- Didiez B., Ramón J. (1974). Guanahani y Mayaguain, las primeras isletas descubiertas en el Nuevo Mundo: análisis del diario de Colón. Santo Domingo : Editora Cultural Dominicana.